# Balla Zsuzsi
Balla Zsuzsi, született Balla Zsuzsanna Adél (Budapest, Józsefváros, 1907. június 5. – Budapest, 1963. december 22.) színésznő. Ivánfi Jenő színész, rendező unokahúga.

## Élete
Balla Miklós (1874–1912) író és Maller Adél (1886–1935) lánya. Édesapját fiatalon elvesztette. Édesanyja 1918-ban feleségül ment Chorin Géza íróhoz, aki ettől kezdve nevelőapja lett. Pályafutását gyermekszínészként kezdte, több némafilmben játszott. Középiskolai tanulmányait a fővárosban végezte, majd Forrai Rózsi színiiskolájának növendéke lett. 1926-ban csatlakozott a Belvárosi Színház társulatához, ahol a Darázsfészek című darabbal lépett először a nyilvánosság elé. 1930-ban a Bethlen-téri Színpad tagja, majd 1933-tól az Új Színpadon és a Belvárosi Színházban lépett fel. Gyakran szerepelt a Magyar Rádióban is. Halálát keringési elégtelenség okozta.

## Magánélete
Házastársa Rákosi Pál színházi rendező volt, Rákosi Viktor író, politikus és Réczey Janka fia, akivel 1928. július 2-án Budapesten kötött házasságot. 1933-ban elváltak. 1944-ben Budapesten dr. Orbán Sándor felesége lett.

## Filmszerepei
- Júlia kisasszony (1919)
- Meseország (1922) – gyufaárus lány
- Terike (1927, szkeccs) – Terike
- A kölcsönkért kastély (1937) – nászutas feleség a vonaton
- Sportszerelem (1938) – Radován Micike